# 吉田定房
吉田 定房（よしだ さだふさ）は、鎌倉時代後期から南北朝時代にかけての公卿。藤原北家勧修寺流吉田家、権大納言・吉田経長の長男。官位は従一位・内大臣。

## 経歴
父・経長は大覚寺統に仕え、亀山上皇・後宇多上皇の院政において院執権を務め、権大納言に昇った。こうした経緯から定房も早くから亀山上皇に仕えてその信任を得た。
正安3年（1301年）に後二条天皇の即位で皇位が大覚寺統に戻ると院評定衆及び伝奏に任ぜられて重用され、徳治元年（1306年）には後宇多上皇の院使として鎌倉へ派遣されている。また、後宇多上皇の子である尊治親王の乳父を務め（『増鏡』）、文保2年（1318年）に親王が後醍醐天皇として即位すると側近として仕え、北畠親房、万里小路宣房と合わせて「後の三房」と呼ばれた。その信任は後醍醐天皇の子である尊良親王の乳父を引き続き務めたほか、元応2年（1320年）には後宇多法皇、続いて元亨2年（1322年）には後醍醐天皇が定房の邸宅に行幸していることからも窺える。更に、元亨元年（1321年）に後宇多法皇が院政を停止して後醍醐天皇が親政を行うことを鎌倉幕府に申し入れる使者として鎌倉に派遣され、幕府の了承を得ることに成功している。
元弘元年/元徳3年（1331年）4月29日、元弘の乱では討幕の密議を六波羅探題に密告し、後醍醐天皇が隠岐に流された後に持明院統の後伏見上皇に請われて院評定衆に加わっている。しかし、元弘3年/正慶2年（1333年）3月に各地で発生している討幕の動きを鎮めるために後醍醐天皇の京都帰還を求める意見書を幕府に対して提出していることや、鎌倉幕府滅亡後の建武の新政においても後醍醐天皇に重用されている事などから、これは後醍醐天皇の身を案じた行動であると解釈されている。
建武政権においては定房は内大臣や民部卿に任ぜられて恩賞方や雑訴決断所の頭人を任されるなど、要職を歴任した。だが、延元元年/建武3年（1336年）に建武政権は足利尊氏によって倒され、後醍醐天皇は同年暮れに吉野に逃れる。後醍醐天皇の吉野行きから半年余り後の延元2年/建武4年（1337年）7月、北朝では定房が吉野の南朝へ出奔したことを理由に民部卿を解官されているが、この間の経緯に関しては一旦北朝に仕えた後に南朝に出奔したとする考えと、後醍醐天皇の吉野行きに同行もしくは直後に天皇の後を追って吉野に向かったもので解官は定房が南朝に仕えて京都に戻る見込みが無い現状の追認に過ぎないとする考えがある。同年9月に後醍醐天皇が吉野行宮で開いた賞月歌会に定房が参加してその和歌が『新葉和歌集』に採録されている。だが、この歌会から4ヶ月後に吉野にて65歳の生涯を閉じた。
定房の死の2ヶ月後には、同じく後醍醐天皇の側近であった坊門清忠も薨去しており、相次ぐ古参の腹心の死に、豪快さで知られる帝でさえ打ちひしがれ、定房と清忠の死を悼んだ次の御製を詠んだ。「ことゝはむ　人さへまれに　成にけり　我世のすゑの　程ぞしらるゝ」（『新葉和歌集』哀傷・1370）（大意：親しく言葉を交わせる人も少なくなってしまった。我が人生も終わりに近づいてきたことが知れるものだ）。翌年、自身の予見通り後醍醐天皇もまた崩御した。
著作に日記『吉槐記』がある。また、弟・隆長が兄の言動を記した『吉口伝』を残している。

## 伝「吉田定房奏上」
醍醐寺三宝院に所蔵されていた文書の1つに、後醍醐天皇に時期尚早な討幕運動を諌める文書が残っており、『吉口伝』との対応から、吉田定房の文なのではないかとする見解が通説だった。しかし、2000年代以降、別人の文とする説も出てきている。詳細は正中の変#伝「吉田定房奏上」。

## 官歴
※ 日付＝旧暦
- 建治2年（1276年）1月5日、従五位下に叙位。
- 弘安3年（1280年）3月12日、従五位上に昇叙。
- 弘安6年（1283年）4月5日、讃岐守に任官。
- 弘安7年（1284年）10月27日、正五位下に昇叙し、讃岐守如元。
- 弘安8年（1285年）8月19日、皇后・姈子内親王の皇后宮権大進に遷任。
- 弘安10年（1287年）8月20日、皇后宮権大進を止む。
- 正応4年（1291年）10月10日、中宮・藤原鏱子）中宮権大進に任官し、蔵人にも補任。
- 永仁3年（1295年）
  - 6月23日、右少弁を兼任。
  - 9月1日、蔵人を止む。
- 永仁4年（1296年）4月13日、邦治親王の春宮大進を兼任。
- 永仁5年（1297年）
  - 7月7日、左少弁を兼任。
  - 7月22日、従四位下に昇叙。
  - 7月29日、左少弁・春宮大進如元。
- 永仁6年（1298年）
  - 5月23日、春宮大進を止む。
  - 6月8日、権右中弁に転任。
- 正安元年（1299年）
  - 4月26日、従四位上に昇叙し、権右中弁如元。
  - 6月6日、右中弁に遷任。
  - 6月29日、修理右宮城使に補任。
- 正安2年（1300年）
  - 1月5日、正四位下に昇叙し、右中弁・修理右宮城使如元。
  - 4月7日、左中弁に遷任。修理右宮城使如元。
  - 5月29日、修理左宮城使に補任。左中弁如元。
- 正安3年（1301年）4月5日、蔵人頭に補任。左中弁如元。
- 正安4年（1302年）
  - 3月23日、参議に補任。左中弁如元。
  - 7月21日、右兵衛督を兼任。
  - 12月14日、検非違使別当を兼帯。
- 乾元2年（1303年）
  - 1月28日、伊予権守を兼任。
  - 8月28日、従三位に昇叙し、参議・検非違使別当・右兵衛督如元。伊予権守を去る。
- 嘉元2年（1304年）6月2日、右衛門督と伊予権守を兼任。右兵衛督を去る。
- 嘉元3年（1305年）
  - 2月、後宇多院評定衆に加えられる。
  - 12月30日、権中納言に転任。検非違使別当・右衛門督如元。
- 徳治元年（1306年）6月21日、後宇多院院執権となる。
- 徳治2年（1307年）
  - 1月5日、正三位に昇叙し、権中納言・検非違使別当・右衛門督如元。
  - 1月29日、検非違使別当を止む。
  - 4月24日、右衛門督を止む。
- 延慶2年（1309年）3月23日、権中納言を辞任。
- 延慶3年（1310年）4月7日、従二位に昇叙。
- 文保2年（1318年）
  - 2月29日、後宇多院評定衆・伝奏となる。
  - 3月2日、正二位に昇叙。
  - 3月12日、本座を許される。
- 元応元年（1319年）10月27日、権大納言に任官。
- 元亨元年（1321年）
  - 7月26日、権大納言を辞任。
  - 12月15日、後醍醐天皇親政開始に伴い、伝奏に任じられる。
- 元亨2年（1322年）1月26日、権大納言に還任。
- 元亨3年（1323年）11月30日、権大納言を辞任。
- 元徳2年（1330年）1月13日、従一位に昇叙。
- 元弘元年（1331年）12月28日、後伏見院評定衆に任じられる。
- 建武元年（1334年）
  - 6月26日、准大臣宣下。
  - 9月9日、内大臣宣下。
  - 12月17日、民部卿を兼任。
- 建武2年（1335年）2月26日、内大臣上表（辞任）。民部卿如元。
- 延元2年/建武4年（1337年）7月20日、民部卿を止む。
- 延元3年/暦応元年（1338年）1月23日、薨去、享年65。時に前内大臣従一位

## 系譜
- 父：吉田経長
- 母：葉室定嗣の娘
- 妻：四条隆顕の娘
  - 男子：吉田宗房
- 妻：亀山院堀川
- 妻：民部卿三位？（元亀山上皇・尊治親王（後醍醐天皇）室、尊珍法親王・護良親王母） - 元徳元年（1329年）ごろ「吉田と一体」という噂があった（『金沢文庫文書』金沢貞顕書状（元徳元年12月11日付））
- 生母不明の子女
  - 男子：吉田守房
  - 女子：大炊御門冬信室
- 猶子
  - 男子：甘露寺藤長